# Fopelfenbankje
Het fopelfenbankje (Lenzites betulinus) is een schimmel behorend tot de familie Polyporaceae. Het groeit saprotroof op dood hout van stronken, meest op berk, maar ook op andere loofhoutsoorten.

## Kenmerken
Het vruchtlichaam is waaier tot rozetvormig. De aanhechting is vaak zijdelings maar soms centraal. De hoed heeft een diameter van 3-10 cm en een dikte van 10-20 mm. De bovenkant is concentrisch gezoneerd, viltig en heeft de kleuren beige tot grijsoker of lichtbruin, vaak groen door algen. De hoedrand is scherp. De sporenkleur is wit.
De vruchtlichamen hebben dunne radiair lopende langgerekte lamelvormige poriën. Ze zijn stug van consistentie, nauwelijks gevorkt, dun maar breed en staan circa 1 mm uit elkaar. De kleur is jong wittig en later grauw. De sporee is wit.

## Verspreiding
Verse vruchtlichamen zijn op dode stronken en liggende stammen te vinden in nazomer en herfst. Oudere droge, vaak door algengroei groenig geworden exemplaren zijn het gehele jaar te zien. In Nederland en België komt de zwam algemeen voor, vooral op zandgronden op kapvlakten en langs paden.

## Foto's

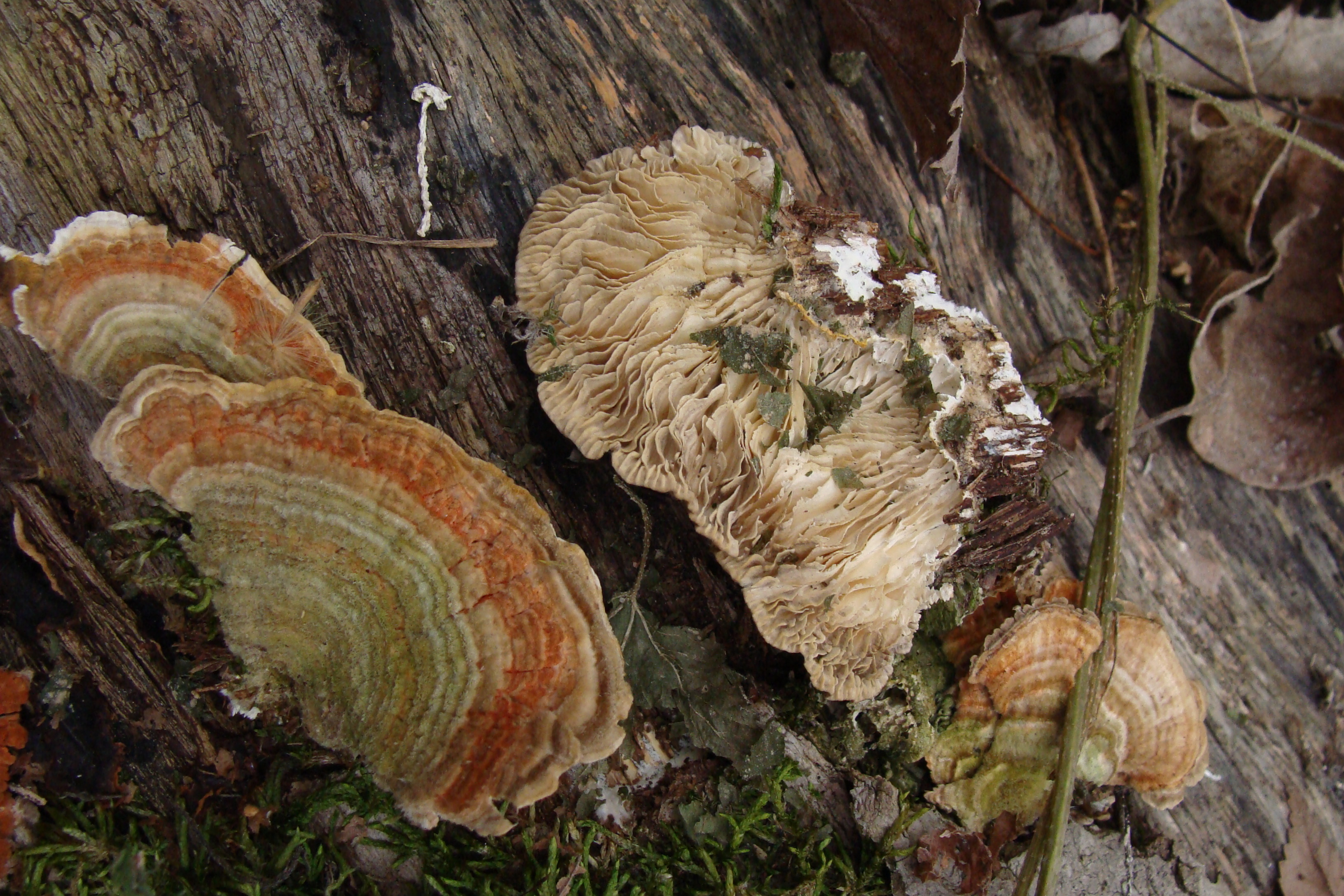
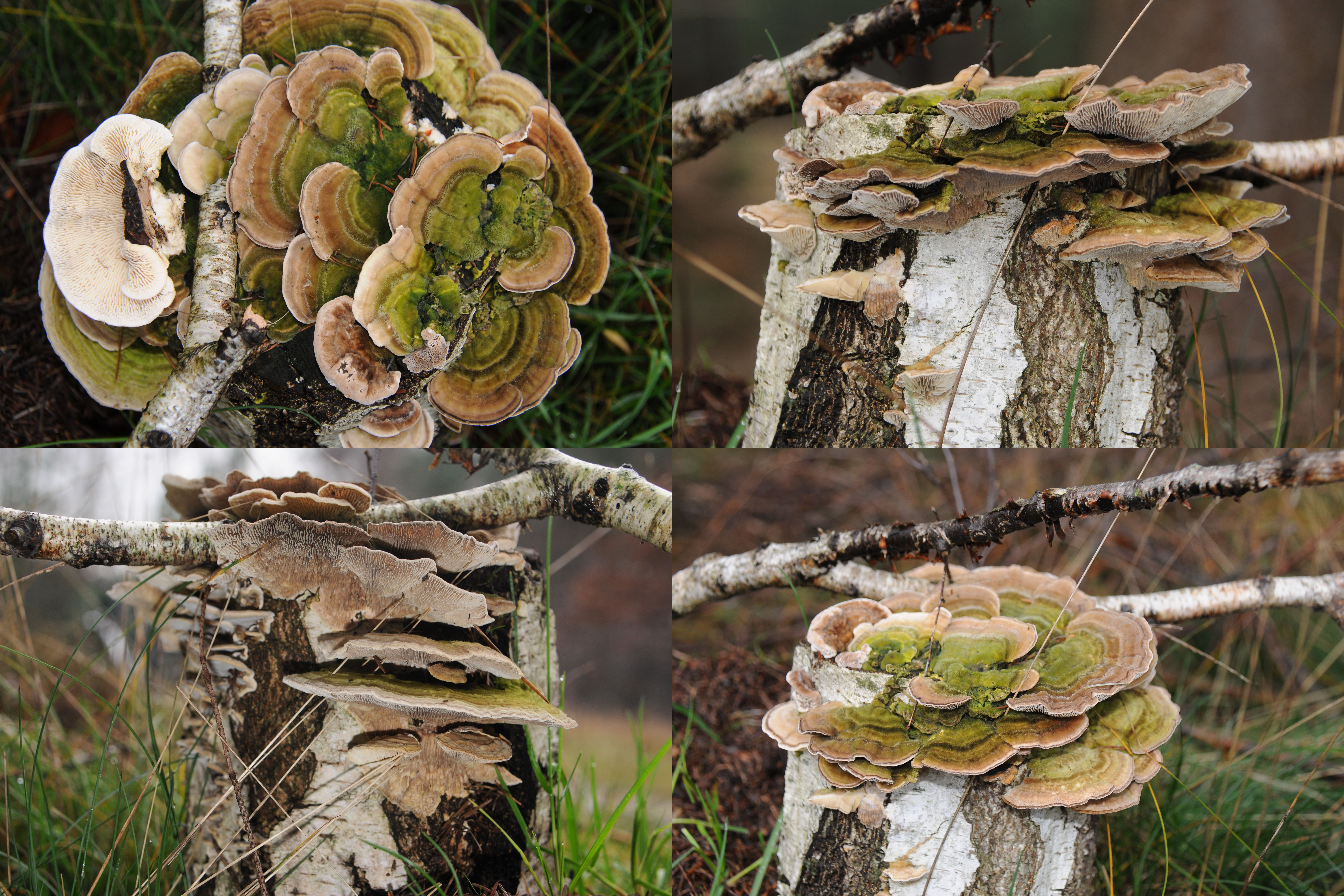
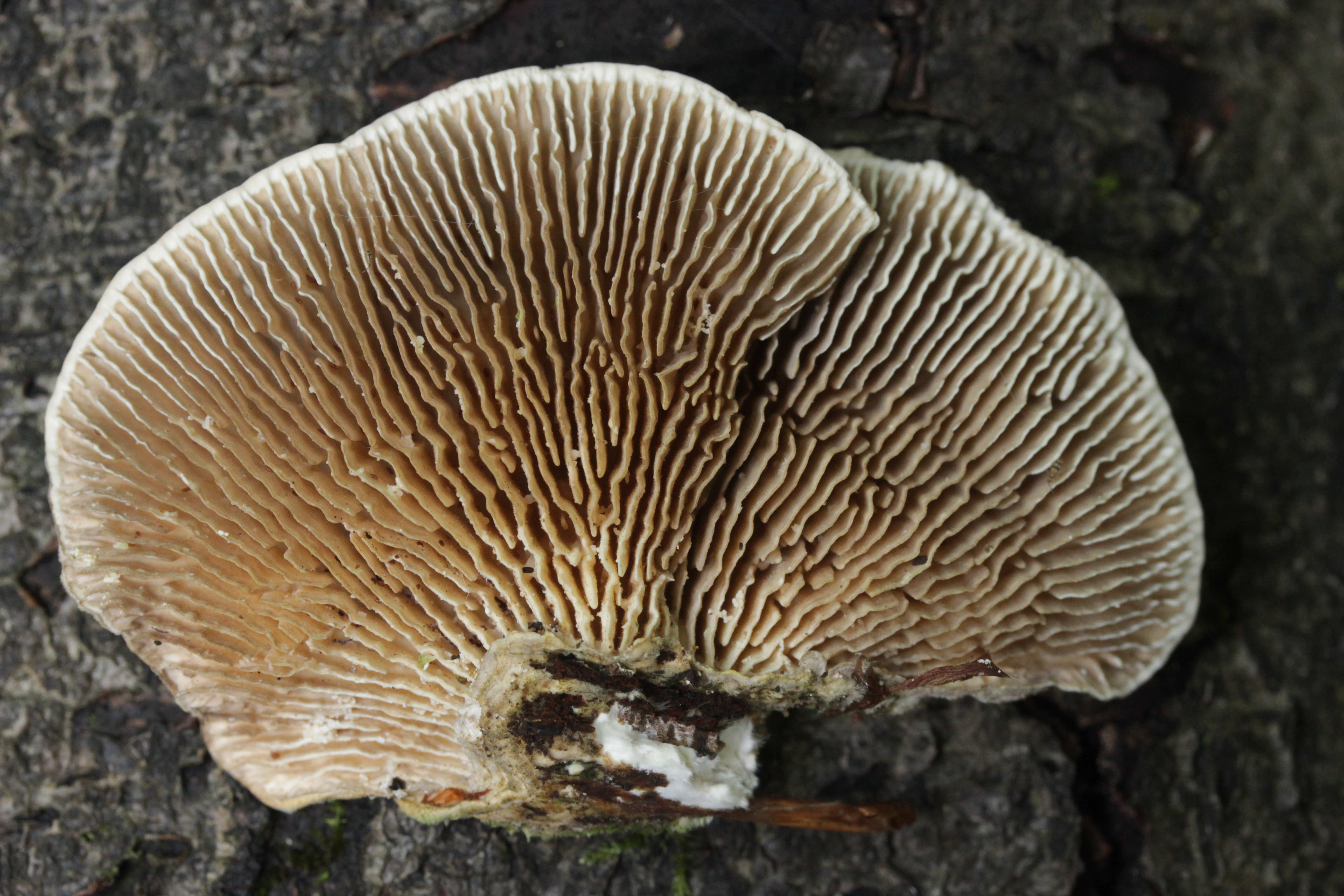